# Gillis Grafström
Gillis Emanuel Grafström (ur. 7 czerwca 1893 w Sztokholmie, zm. 14 kwietnia 1938 w Poczdamie) – szwedzki łyżwiarz figurowy startujący w konkurencji solistów. Trzykrotny mistrz olimpijski z Antwerpii (1920), Chamonix (1924), Sankt Moritz (1928), wicemistrz olimpijski z Lake Placid (1932), trzykrotny mistrz świata (1922, 1924, 1929) oraz trzykrotny mistrz Szwecji. Po zakończeniu kariery amatorskiej był trenerem łyżwiarstwa w Poczdamie i pracował jako architekt.
Pierwszy i jedyny trzykrotny mistrz olimpijski wśród solistów. Najstarszy zdobywca złotego medalu olimpijskiego wśród solistów w wieku 34 lat i 253 dni. Pozostaje jednym z niewielu sportowców, którzy występowali i zdobyli medale zarówno na letnich, jak i zimowych igrzyskach olimpijskich.

## Kariera

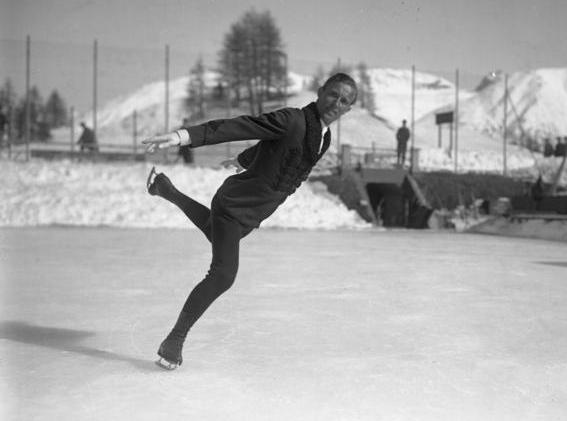
Gilles Grafström (1931)

W 1920 roku na pierwszych igrzyskach olimpijskich Grafströma w Antwerpii jedna z jego łyżew uległa zniszczeniu tuż przed konkursem. W mieście dostępne były jedynie starodawne łyżwy z zaokrąglonymi czubkami, ale nie przeszkodziło mu to w zdobyciu pierwszego złota olimpijskiego.
Podczas jego ostatniego występu olimpijskiego w 1932 r. w Lake Placid podczas występu Grafström zderzył się z fotografem, ale był w stanie zdobyć srebrny medal olimpijski.
Grafström był jednym z najlepszych łyżwiarzy w historii w figurach obowiązkowych (ang. Compulsory figures), czyli programie obowiązkowym polegającym na prezentacji technicznych elementów łyżwiarstwa figurowego. Oprócz tego był twórcą piruetu Grafströma (piruet na tylnej zewnętrznej części łyżwy) i piruetu siadanego. Jako pierwszy łyżwiarz wykonał stabilnie skok Axela-Paulsena. Był znany z eleganckiej jazdy na łyżwach i doskonałej interpretacji muzyki.

### Po zakończeniu kariery
Po zakończeniu kariery łyżwiarskiej studiował architekturę na Uniwersytecie Technicznym w Berlinie. Następnie pracował jako architekt. Kolekcjonował obrazy, grafikę i rzeźby o tematyce łyżwiarskiej. Po jego śmierci kolekcją zajmowała się żona Cecillie Mendelssohn-Bartholdy (1898-1995). Obecnie kolekcja znajduje się w muzeum łyżwiarstwa figurowego w Colorado Springs w Stanach Zjednoczonych. Gillis Grafström był również pisarzem i posługiwał się akwafortą.

### Śmierć
Gillis Grafström umarł w wieku 44 lat w Poczdamie, gdzie obecnie znajduje się ulica jego imienia. Przyczyną śmierci była sepsa.

## Osiągnięcia
| Zawody                | 1912           | 1913           | 1914           | 1915           | 1916           | 1917           | 1918           | 1919           | 1920           | 1921           | 1922           | 1923           | 1924           | 1925           | 1926           | 1927           | 1928           | 1929           | 1930           | 1931           | 1932           |
| Międzynarodowe        | Międzynarodowe | Międzynarodowe | Międzynarodowe | Międzynarodowe | Międzynarodowe | Międzynarodowe | Międzynarodowe | Międzynarodowe | Międzynarodowe | Międzynarodowe | Międzynarodowe | Międzynarodowe | Międzynarodowe | Międzynarodowe | Międzynarodowe | Międzynarodowe | Międzynarodowe | Międzynarodowe | Międzynarodowe | Międzynarodowe | Międzynarodowe |
| --------------------- | -------------- | -------------- | -------------- | -------------- | -------------- | -------------- | -------------- | -------------- | -------------- | -------------- | -------------- | -------------- | -------------- | -------------- | -------------- | -------------- | -------------- | -------------- | -------------- | -------------- | -------------- |
| Igrzyska olimpijskie  |                |                |                |                |                |                |                |                | 1              |                |                |                | 1              |                |                |                | 1              |                |                |                | 2              |
| Mistrzostwa świata    |                |                | 7              |                |                |                |                |                |                |                | 1              |                | 1              |                |                |                |                | 1              |                |                |                |
| Mistrzostwa nordyckie |                |                |                |                |                |                |                |                | 1              |                |                |                |                |                |                |                |                |                |                |                |                |
| Krajowe               |                |                |                |                |                |                |                |                |                |                |                |                |                |                |                |                |                |                |                |                |                |
| Mistrzostwa Szwecji   | 2              |                |                |                |                | 1              | 1              | 1              |                |                |                |                |                |                |                |                |                |                |                |                |                |

## Nagrody i odznaczenia
- Światowa Galeria Sławy Łyżwiarstwa Figurowego – 1976[3]
- Svenska Dagbladets guldmedalj – 1929